# Sangre en el ojo
Sangre en el ojo es una novela de la escritora chilena Lina Meruane, publicada por primera vez en 2012 por la editorial Eterna Cadencia. La trama de la obra, que comparte varios elementos autobiográficos de la vida de la autora, sigue la historia de Lucina, una escritora que firma sus obras con el nombre de Lina Meruane y que sufre una hemorragia interna en sus ojos que le produce la pérdida casi total de la visión, y que luego intenta acceder a una operación que le permita recuperar la vista. La obra obtuvo el prestigioso Premio Sor Juana Inés de la Cruz en su edición de 2012.
El libro forma parte de una suerte de trilogía de novelas en que Meruane explora el tema de la enfermedad, y que también incluye las novelas Fruta podrida (2007) y Sistema nervioso (2018).

## Argumento
Lina es una escritora que vive con su novio en Nueva York y que, debido a una enfermedad congénita, corre el riesgo de sufrir una hemorragia interna en el ojo que podría dejarla ciega. A pesar de sus constantes precauciones, un día en que asiste a una fiesta una de las venas de su ojo revienta y su globo ocular se llena de sangre. Antes de poder someterse a una operación para intentar remediar su ceguera, el doctor le comunica que necesitan observar cómo evoluciona el coágulo en su ojo, por lo que decide viajar a Santiago de Chile para pasar ese tiempo con su familia. Sus padres le insisten en que visite un médico chileno, pero Lina se niega de forma rotunda.
De regreso en Nueva York su médico la examina y, al no encontrar mejoría, decide operarla. Sin embargo, una segunda hemorragia evapora las posibilidades de curarse de la ceguera. La última esperanza de Lina para recobrar la vista recae entonces en las manos de su novio, a quien justo un día antes Lina le ha exigido que esté listo para realizar el más grande sacrificio como prueba de amor por ella.

## Personajes

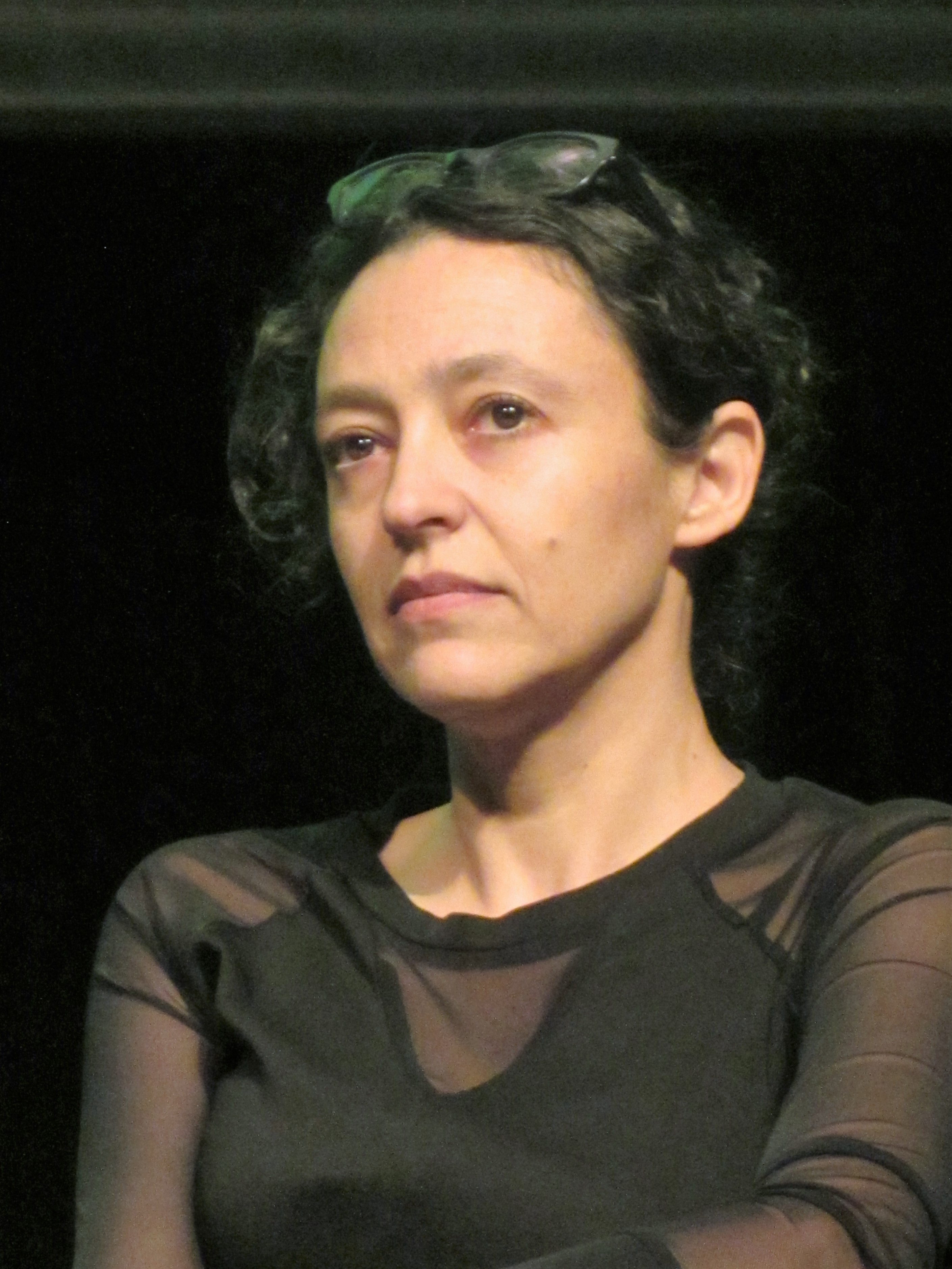
Lina Meruane en 2016

- Lucina: Es la protagonista de la novela. Aunque su verdadero nombre es Lucina, comenzó a usar el nombre de Lina Meruane cuando decidió dedicarse por completo a la escritura. Antes de ser escritora era periodista, pero dejó la carrera luego de ser echada del trabajo por "falsear la verdad objetiva de los hechos". Se marchó durante su adolescencia de Chile, su país natal. Al principio de la novela vive con su novio Ignacio en Nueva York, ciudad en la que sufre la hemorragia vítrea (fruto de la diabetes avanzada que padece) que le provoca la pérdida casi completa de la visión.[9]

- Ignacio: Es un profesor universitario de literatura originario de la comunidad española de Galicia. Tiene una relación amorosa con Lucina, a quien conoció en una cena tras una conferencia.[8] Luego de la hemorragia de Lina se convierte en su guía, en una relación que cada vez se vuelve más dependiente. Sus amigos empiezan a ver a Lina como una persona egoísta que se aprovecha de su enfermedad para retener a Ignacio a su lado.[9]

- Lekz: es el médico de Lina, un oculista ruso residente en Nueva York. Lina decide tratarse con él y no con el médico chileno que le recomendaron sus padres porque lo encuentra mucho más empático en su diagnóstico.[10]

## Composición y estructura
Meruane incluyó de forma deliberada varios elementos autobiográficos al momento de escribir la novela, entre ellos la ceguera súbita que padeció a causa de la diabetes (aunque en su caso logró recuperar la vista), además de que tanto ella como la protagonista son chilenas, hijas de padres doctores, tienen el mismo nombre, cuentan con residencia en Nueva York, padecen diabetes, entre otras semejanzas. De acuerdo a Meruane, durante el proceso de escritura decidió de forma consciente iniciar la historia narrando su experiencia propia de perder la vista y luego continuar la trama con eventos ficticios.
Sobre los elementos autobiográficos y su decisión de orientarlos a la ficción en la obra, Meruane dijo en una entrevista:

En un momento pensé que escribiría una memoria (tenía en mente Esa visible oscuridad de William Styron, y A Bell Jar de Sylvia Plath) pero abstenerme de la ficción me impedía hurgar en lo que estaba detrás del evento, y que de pronto era mucho más importante. En ese momento abandoné la mímesis y me permití ir hacia el otro lugar de la novela. Y aunque el texto trabaja con el recurso del detalle minucioso, a ratos milimétrico, sin duda ésta es una trampa que se le tiende al lector para llevarlo hacia una situación imposible que le obligue a preguntarse si es posible que todo lo demás, todo lo que leyó, pueda ser cierto.

La novela está compuesta por sesenta y dos capítulos cortos contados por un narrador autodiegético, cada uno de los cuales cuenta hechos aislados de la trama y tienen títulos en letra minúscula. Entre las decisiones estilísticas tomadas por Meruane en la obra, se encuentra el empleo de oraciones con finales abruptos, algunas de ellas terminadas con preposiciones o conjunciones.

## Temas centrales

### La enfermedad
Una de las temáticas centrales de la obra es la idea de la enfermedad y su relación con el cuerpo y con el principio contemporáneo de que alcanzar la salud vale cualquier sacrificio. La idea ya había sido explorada por Meruane en su novela Fruta podrida (2007), con la diferencia de que la protagonista de esa obra, quien también sufre diabetes, se rebela contra ella y se niega a aceptar el tratamiento, como forma de resistencia a las imposiciones que le exigen los médicos. En el caso de Sangre en el ojo, Lina toma el camino contrario: decide someterse a todos las indicaciones que le hace su médico con tal de conservar la vista y acoplarse al canon de funcionalidad corporal que impone la sociedad.
Sin embargo, a lo largo de la novela Meruane presenta críticas a esta idea, así como a la brutalidad del sistema médico, ejemplarizada cuando describe la operación que le realizan, en los siguientes términos: "esos aparatos que iluminaban, aumentaban, cortaban venas y las quemaban poseídos de una voracidad despiadada (...) trepanó, cortó, se salpicó, cauterizó y aspiró meticulosamente el fondo del ojo hasta que empezaron a temblarle los brazos". Otra de sus críticas es dirigida a la arrogancia de los doctores y la falta de empatía al dar diagnóticos, como al describir a su primer médico como un "hombre de mejillas infladas que diagnosticaba ojos desde el podio de su soberbia", que al examinarla le dice: "Estás a punto de reventar (...) No sé cómo no estás completamente ciega ya (...) Acá no hay nada que hacer salvo extirpar". La novela también muestra cómo el discurso médico busca controlar hasta el más mínimo aspecto de la vida de Lina, con normas absurdas como la prohibición de toser, tener relaciones sexuales, levantar paquetes, etc.
Y a pesar de los esfuerzos que ha hecho Lina por seguir los lineamientos médicos y controlar su enfermedad, ninguno de los tratamientos ha podido disminuir la frustración y el padecimiento que ha sufrido durante toda la vida por su causa:

Mamá, le digo, (...) ¿me quieres decir cuándo fui yo una niña? No recuerdo haber tenido ni un solo momento de infancia. Ni un instante de calma. Ni un segundo en el que no pensara cuándo me iba a tocar la varita de la desgracia.

### El rol de victimaria
Otra idea explorada en la novela es cómo el amor de pareja puede tornar en una relación de dependencia en que uno de los integrantes canibaliza al otro por medio de la manipulación emocional. Esto se ve retratado en la relación de Lina con su novio, Ignacio, quien se convierte en su principal soporte cuando ella pierde la vista. El deseo de Lina por sobreponerse a su padecimiento y a su posición de víctima de las circunstancias la lleva a tomar el rol de victimaria en su relación con Ignacio y a transformar la dependencia física que ella tiene hacia él en dependencia emocional de Ignacio hacia ella. Con el pasar del tiempo el cuidado de Lina reemplaza cada vez más actividades e interacciones sociales de Ignacio y se convierte en una tarea tan absorbente, que cualquier distanciamiento por parte de ella producen en Ignacio inseguridad y una fuerte necesidad de recuperar su afecto. Lina también empieza a trasponerle características enfermizas a él en lugar de a sí misma.
Un hecho importante es que, según confiesa la misma Lina en el texto, incluso desde antes de su ceguera ella buscaba a alguien que se acoplara a una concepción de amor en que existiera dependencia:

Entenderás por qué no te he contado el abandono que mi hermano hizo de mí y el que mis padres hicieron de él y luego de cómo yo también los abandoné a todos ellos, a todos, en busca de alguien con verdadera vocación de sacrificio, alguien ahogado de amor o adoctrinado en la necesidad de amar, alguien con una pasión absurdamente heroica, algún suicida puro y absolutamente incondicional.

Pronto los amigos de Ignacio entienden la nueva dinámica de su relación con Lina, quien nota que todos creían que retenía a Ignacio "envolviéndolo y enredándolo con mis tentáculos, succionando de él como una ventosa empecinada en su víctima". La propia Lina parece referenciar su posición de víctima y victimaria, de ser angelical y demoniaco, cuando habla de los errores gramaticales que sufre su nombre y asevera: "Lucila o Lucita o Lucía o incluso como Luz que se acerca tanto a Luzbel, el lumínico demonio".
Este intento por dejar atrás su rol de víctima se expresa en un rencor intenso (representado en la novela por la sangre en su ojo), particularmente hacia quienes se compadecen de su situación, ya sean sus padres o el mismo Ignacio. Como la propia Meruane señaló en una entrevista: "Esta mujer (...) es un personaje movilizado por la ira, por el deseo iracundo de superar la crisis, y esa energía la lleva a valerse de todo el que se le ponga por delante. Esta mujer está dispuesta a todo, menos a ser la víctima de su cuerpo". La rabia de Lina también se exterioriza en un deseo violento hacia ojos sanos que puedan reemplazar los suyos. Durante las relaciones sexuales con Ignacio empieza a fantasear con lamerle sus ojos y que él lama los suyos, lo que produce un cambio en los roles sexuales tradicionales en que Lina toma el rol activo y es quien desea penetrar el cuerpo de Ignacio, específicamente sus párpados con la lengua, hecho que finalmente lleva a cabo cuando Ignacio duerme:

Empecé por poner mi lengua en una esquina de los párpados, despacio, y a medida que mi boca se apropiaba de sus ojos experimenté un deseo despiadado de chuparlos enteros, intensamente, de hacerlos míos en el paladar.

Cuando la operación para recuperar la vista fracasa, Lina entra en un estado de desesperación en que vuelve a ver los ojos de Ignacio como su única salvación y la lleva a exigirle la prueba máxima de amor: "Solo una, Ignacio, (...) nunca te pediría dos. La prueba más pequeña que te podía pedir, apenas más grande que una canica". El hecho se ve acompañado de un ultimátum que muestra el nivel de manipulación al que la relación ha llegado: "si no puedes comprometerte a darme lo que te pido, mañana no regreses".

## Recepción

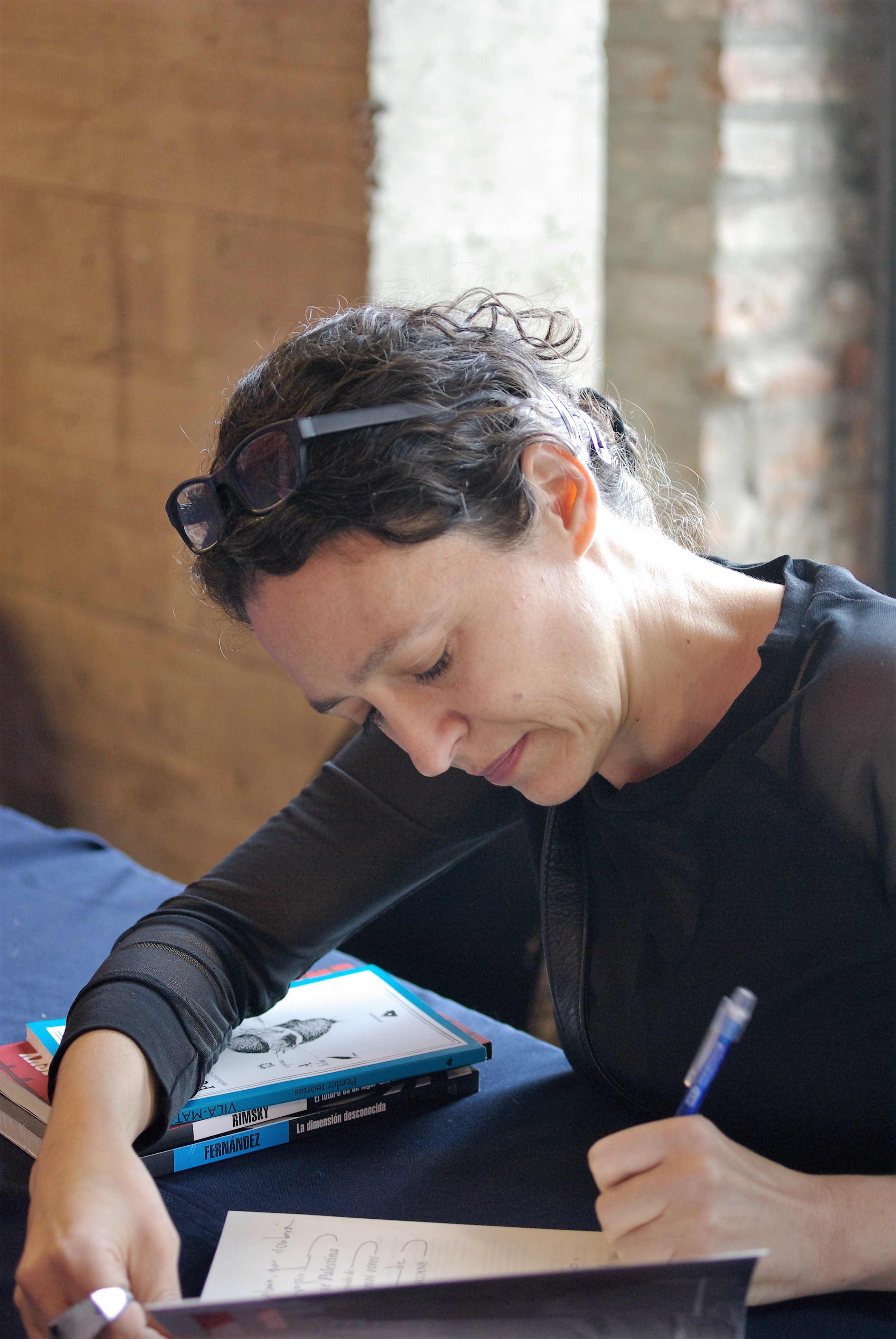
Lina Meruane en el Festival Cultural Puerto de Ideas 2016

La novela ganó la vigésima edición del Premio Sor Juana Inés de la Cruz en noviembre de 2012. El jurado, compuesto por los escritores Yolanda Arroyo Pizarro, Antonio Ortuño y Cristina Rivera Garza, aseveró en su decisión que Sangre en el ojo era una obra "sobrecogedora, formalmente arrojada, que ofrece una antropología interna de su narradora y una reflexión del tiempo que pasa por su cuerpo y su conciencia, y que equilibra con gran talento la búsqueda de un lenguaje personal con la seducción narrativa".
La obra fue bien recibida por la crítica literaria. Sebastián Basualdo, de Página/12, calificó al libro como "novela profunda y conmovedora, donde la preocupación por el rigor estilístico se encuentra a la par de la necesidad imperiosa de reflexionar sobre la condición humana frente al advenimiento de lo trágico". Entre los aspectos puntuales que destacó se encuentran el lenguaje poético empleado por Meruane y la descripción del caos interior de la protagonista en medio de su enfermedad. Puntos similares señaló Rafael Lemus en la reseña de Letras Libres, donde alabó la prosa de Meruane y la caracterizó como "tajada", "agujereada" y de un "constante escepticismo ante la lengua". La reseña de la revista Letralia, por su lado, hizo énfasis en el carácter perverso de la protagonista y la violencia que ejerce para manipular a otros personajes valiéndose de su enfermedad.
La edición en inglés de la novela, traducida por Megan McDowell, también recibió opiniones positivas. En un artículo del diario Los Angeles Times, Charlotte Whittle se refirió a la obra como "asombrosa" y elogió la "prosa perforadora" de Meruane, su "visión intransigente" y la crudeza del lenguaje empleado. Estos elementos también fueron halagados en un artículo de la revista Publishers Weekly, que calificó el lenguaje de Meruane como "prosa visceral, plagada de detalles sensoriales y sabrosas descripciones de los olores y sonidos que rodean a Lina mientras su visión falla". La reseña de Kirkus Reviews también fue positiva, al calificar a la novela de "intrigante" y aseverar que Meruane "modela una metaficción desafiante que se aventura en lugares frescos y provocadores".